# Боемски шумарак
Боемски шумарак (енгл. Bohemian Grove) је место за одмор површине 11 km², које се налази на адреси 20601 Боемска авенија, у граду Монте Рио у Калифорнији. Оно припада приватном клубу, познатом као Боемски клуб, чије је седиште у Сан Франциску. Сваке године у јулу, почевши од 1899. године, овде долазе најутицајнијих људи на свету где проводе око две недеље. 
Боемски клуб чине многи познати уметници, музичари посебно, као и многи високи пословни лидери, владини званичници (укључујући и председнике САД), као и уредници и власници медијских кућа. Чланови могу позвати госте у Боемски шумарак, али они морају бити пажљиво проверени. Ови гости долазе из свих крајева САД и других земаља. 
Слоган ових скупова је „Пауци и мреже не станују овде“, значи да сви договори и пословне трансакције треба да остану изван овог скупа. Упркос томе, постоје докази да се бројни политички и пословни договори склапају управо у шумарку. Боемски шумарак је посебно познат по Пројекту Менхетн, који је овде договорен у септембру 1942. и касније довео до стварања атомске бомбе. Као присутни на том скупу се помињу Ернест Лоренс, као и војни званичници, председник Универзитета Харвард и представници Стандард Оила и Џенерал електрика. 

## Историја
Боемски шумарак је била је основан непосредно након оснивања Боемског клуба 1872. године. Шумарак се састоји од Секвоја старости преко 1500 година. Шума је због изузетно високог дрвећа густих крошњи доста изузетно мрачна и одаје утисак моћне нетакнуте природе. Секвоје симболизују дуговечност нетакнуте природе, далеко од вулгарности модерног живота. 
Бомески клуб је приватан и затворен за јавност. Његовим скуповима могу присуствовати само чланови клуба и њихови гости. Гости су познати политичари и истакнуте личности из САД и читавог света. Посебно за време летњих одмора, средином лета број гостију је строго ограничен због недостатка објеката. Боемски шумарак може да прими и до 2500 гостију. 

## Посетиоци шуме
Листе гостију и чланове клуба Боемске шуме су поверљиви, али неколико истражитвача су успели да дођу до њих. Из различитих извора су познати следећи посетиоце Боемске шуме:
- Дик Чејни (бивши потпредседник САД);
- Доналд Рамсфелд (бивши министар одбране САД);
- Карл Руви (представник начелника штаба и виши саветник Џорџа В. Буша);
- Џеб Буш;
- Амерички председници - Џорџ В. Буш (млађи), Џорџ Х. В. Буш, Бил Клинтон, Роналд Реган, Џими Картер, Џералд Форд, Ричард Никсон, Двајт Ајзенхауер, Хари Труман, Херберт Хувер, Калвин Кулиџ, Вилијам Хауард Тафт и Теодор Рузвелт;
- Хенри Кисинџер, Џорџ Шулц, Ерл Ворен (судија Врховног суда), Роберт Кенеди, Дејвид Рокфелер (Ср и Јр), Нелсон Рокфелер, Џејмс Д. Волфенсон (бивши председник Светске банке), Алан Гринспен (бивши председник Банке федералних резерви), Пол Вокер, Колин Пауел, Џек Велч (тренутни председник Џенерал електрик), Дејвид Пакард;
- принца Филипа, Џон Мејџор Хелмут Шмит, Ли Куан Тиса, Џејмс А. Бејкер;
- Арнолд Шварценегер (глумац, гувернер Калифорније), Јован Новак (политички коментатор), Малколм Форбс, Давид С. Бродер (Вашингтон Пост виши коментатор), Марк Твен, Френсис Форд Копола, Чарлтон Хестон, Клинт Иствуд и Волтер Кронкит.

## Архитектура
Боемска шума садржи различите ствари за забаву познатих и славних, као што су позоришне представе и музичке комедије ("Мали трикови"), где женске улоге играју мушкарци - чланови клуба. Већина објеката за различите врсте забаве налазе се у средини велике шуме Редвудс. 
Около су бунгалови, разбацани по шуми. 2005. их је било преко стотину. Бунгалови су организовани различите кампове у зависности од тога ко су гости. 
Кампови су подељени у секторе:
- Мандалаи (приватно власништво, инвеститори, одбрана, политичари, преседници)
- Хил Билиес (инвеститора, банкара, политичари, академици, медији);
- Пећински човек (нафтне компаније, универзитети, медији, банкари, одбрана);
- Стоваваи (Рокфелер Породица - предузећа, банкарство, нафтне компаније);
- Гнездо сове (председник, војска, војни радови);
- Хидеаваи (фондови, оружане снаге, војни радови);
- Острво Визела (подршка за оружане снаге, оружане снаге);
- Лост Енџелс (банкари, медији, одбрамбена индустрија);
- Силверадо сквотер (велики бизнис; радови оружаних снага);
- Семпервиренс (Калифорнијске корпорације);
- Хилсајд (здружени генералштаб)
- Стадион Боемска шума - амфитеатар са местима за око 2000 људи, првенствено се користи за позоришне представе.
- Трпезаријски сектор припрема истовремено око 1500 оброка.

Вештачко језеро усред шуме се користи за организовање састанака и као место одржавања ритуала жртвовања, које се обавља у првој недељи месеца јула.

## Симболика и ритуали
Од оснивања клуба, симбол Боемске шуме је сова, која симболизује поспаност и неактивност. Сова висине од 12 метара (40 стопа), од цемента, саграђена је тако да се огледа на површини језера у боемском гају, а од 1929. године служи као место годишње жртве.
15. јула 2000. године Александар Џонс и Мајк Хенсон су у боемском гају тајно поставили две скривене видео-камере и снимили ритуале жртвовања. У свом документарном филму, Џонс тврди да је велика група чланова учестввала тада у „старом Луциферском, вавилонском ритуалу обожавања статуе Сова“. Хансон тумачи ритуал као забаву и тврди да су по среди изузетно незрели и чудни обрасци понашања, необични за светске лидере. Он не подржава став Џонса да су били сведоци Сатанистичког ритуала. 

## Контроверза
Приватни живот клуба и његових чланова је привукао велику пажњу и сумњу јавности. Током година, неколико радозналих новинара се инфилтрирало у клуб и снимило видео-снимке скривеном камером. Немачки канцелар Хелмут Шмит писао је о Бомеском шумарку у својој аутобиографији. Он је рекао да Немачка поседује слична места, али да је његов фаворит Боемска шума.

## Церемоније
Током церемоније жртвовања, спаљује се пуњена лутка која представља „жртву“, и то симболизује чишћење учесника ритуала. 

## Цитати
„Дакле, тамо сам видео нешто као са слике средњовековног сликара Хијеронимуса Боша Пакао: Горући метални крстови, свештеници у црвеним и црним хаљинама са првосвештеником у сребрној хаљини са црвеним појасом, гори тело, вришти од бола, џиновска камена велика - рогата сова. И свему томе присуствују светски политички лидери, банкари. То је потпуна лудост.“ - Алекс Џонс, описује ритуал жртвовања у боемској гају у 2000.